# Rurtalsperre

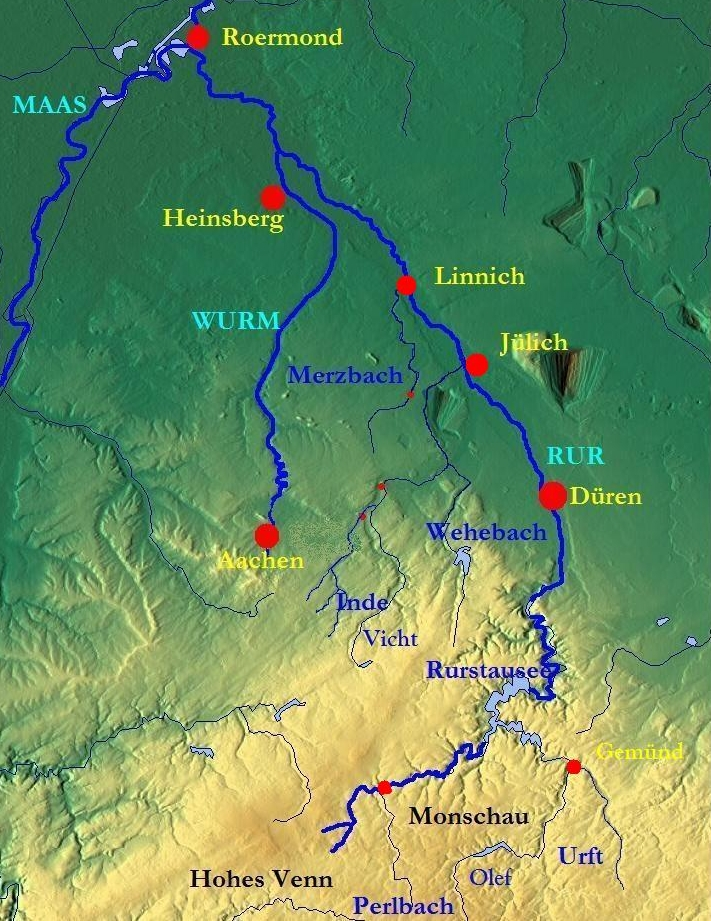
Die Rur u. a. mit der Urft sowie Rur- und Urfttalsperre

Die Rurtalsperre, häufig auch als Rurtalsperre Schwammenauel bezeichnet, ist eine seit 1938 existierende Talsperre im Südwesten von Nordrhein-Westfalen im äußersten Westen Deutschlands. Sie staut mit einem 77,4 m hohen Staudamm die Rur im Grenzgebiet zwischen der Städteregion Aachen und dem Kreis Düren zum 7,83 km² großen Rurstausee auf (im Volksmund auch Rursee genannt).
Der vom Betreiber als Absperrbauwerk Schwammenauel bezeichnete Hauptdamm erzeugt den Rurstausee. Einschließlich der Vorsperren Obersee und Eiserbach besitzt er ein Stauraumvolumen von 203,2 Mio. m³ und ist, nach der Bleilochtalsperre in Thüringen und vor der Edertalsperre in Hessen, der volumenmäßig zweitgrößte Stausee einer Talsperre in Deutschland. Betreiber der Rurtalsperre ist der Wasserverband Eifel-Rur.

## Geographische Lage

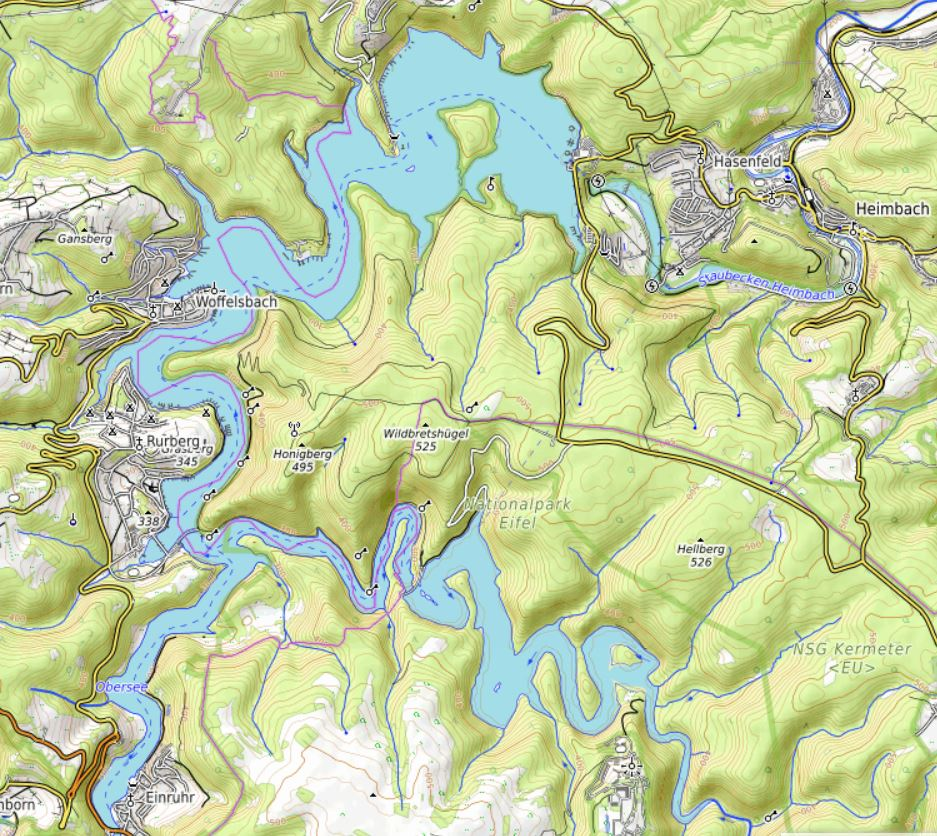
Rurtalsperre mit Haupt- und Obersee, im Bild unten rechts die Urfttalsperre

Die aus der Rurtalsperre Schwammenauel und dem Rurstausee bestehende Stauanlage befindet sich im Norden der Eifel (siehe Rureifel), nordwestlich und westlich des Kermeters, nordöstlich des Monschauer Heckenlandes und ostsüdöstlich des Höhenzuges Buhlert zwischen der Gemeinde Simmerath in der Städteregion Aachen im Westsüdwesten und der Stadt Heimbach im Kreis Düren im Osten.
Der Stauanlage unmittelbar vorgelagert ist der als Vorsperre dienende Obersee. Er wird durch den Paulushofdamm gebildet, der das Wasser von der Rur und der Urft aufstaut. Bei Vollstau des Hauptsees bilden die Wasserkörper des Hauptsees und der Vorsperre einen gemeinsamen und durchgehenden Stauraum. Der Rurstausee grenzt im Südosten an den 2004 gegründeten Nationalpark Eifel und die im Kreis Euskirchen gelegene sowie zur Stadt Schleiden gehörende Urfttalsperre. Umgeben ist der Rurstausee überdies vom Naturpark Hohes Venn-Eifel und einigen Naturschutzgebieten.

## Talsperre

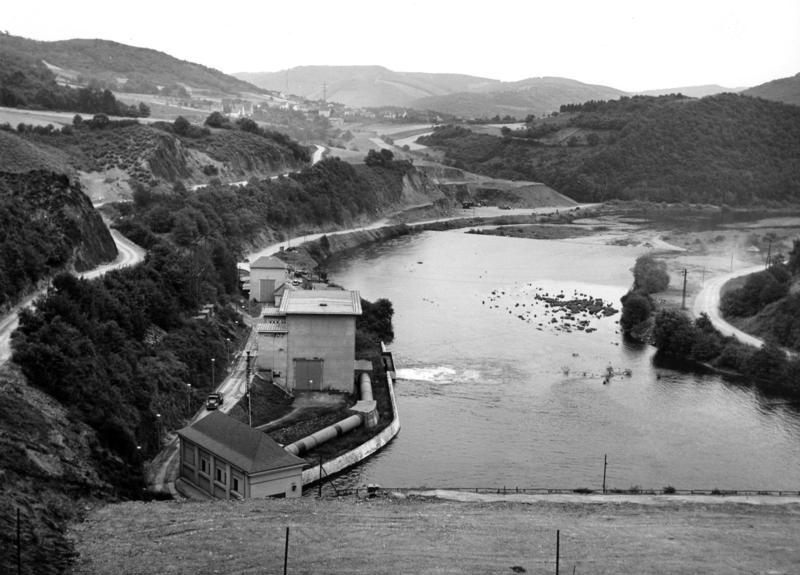
Talsperre Schwammenauel (1956), luftseitig mit Blick auf den Grundablass, das Kraftwerk und die Rur in Richtung der Stadt Heimbach, mit Häusern (hinten) von dessen Ortsteil Hasenfeld

Die Rurtalsperre Schwammenauel, ein als Erd- und Steinschüttdamm mit innen liegender Dichtung aus Lehm errichteter Staudamm, steht im Kreis Düren rund 2,7 km westlich des Zentrums der Kernstadt Heimbach und wenige hundert Meter westlich des Heimbacher Stadtteils Hasenfeld.
Die Talsperre wurde von 1934 bis 1938 erbaut und 1939 in Betrieb genommen.
Zwischen 1955 und 1959 wurde der das Tal sperrende Abschlussdamm Schwammenauel von einst 61,4 m um 16 m auf 77,4 m Höhe über der Gründungssohle erhöht; seitdem liegt die Dammkrone auf 284,43 m. Gleichzeitig wurde auch der Paulushofdamm zum Obersee der Rurtalsperre um 14 m erhöht.

## Zweiter Weltkrieg
Im Zweiten Weltkrieg bildete die Rur Ende 1944 / Anfang 1945 die Frontlinie; von deutscher wie von alliierter Seite wurde sie als Rurfront bezeichnet.
Ab dem 10. September 1944 wurden alle Dämme außer dem Urftstausee von deutschen Flugabwehrkanonen (Flak) geschützt.
Im Oktober 1944 war das System nur zu 30 bis 50 % gefüllt; im Laufe des Winters stiegen die Wasserstände. Am 20. Oktober berichtete ein kriegsgefangener Deutscher aus Düren US-Soldaten, dass permanentes Läuten der Kirchenglocken das Signal für die Bevölkerung sei, vor einer Rur-Flutwelle zu flüchten.
In der Nacht vom 9. auf den 10. Februar 1945 sprengten Wehrmachtsoldaten den Kermeterdruckstollen der Urfttalsperre und die Verschlüsse der Grundablassstollen des Staudamms Schwammenauel (Rursee). Sie verzögerten damit die für den 10. Februar 1945 geplante Operation Grenade.
Die Wassermassen verwandelten die Rur an Stellen mit hohen Ufern in einen reißenden Fluss und an anderen Stellen in einen sehr breiten Fluss.
Die Flutwelle dauerte 13 Tage. General Simpson befahl den Angriff seiner US-Truppen für den 22. Februar, obwohl die Flutwelle noch nicht ganz abgeebbt war. Er erhoffte sich davon einen gewissen Überraschungseffekt.
Nach Kriegsende wurden die Talsperren und die zerstörten Ablässe wieder aufgebaut.

## Hochwasser im Juli 2021
Mitte Juli 2021 gab es in Teilen Westeuropas und Mitteleuropas großflächigen starken Dauerregen. Viele Bäche und Flüsse traten dort über die Ufer.
Der Wasserverband Eifel-Rur erhöhte daher am 15. Juli 2021 die in das Staubecken Heimbach abfließende Wassermenge von 50 auf 80 m³ pro Sekunde (+ 60 %). Der Überlauf der Talsperre über die Hochwasserentlastung konnte trotz dieser Maßnahme nicht verhindert werden.

## Stausee

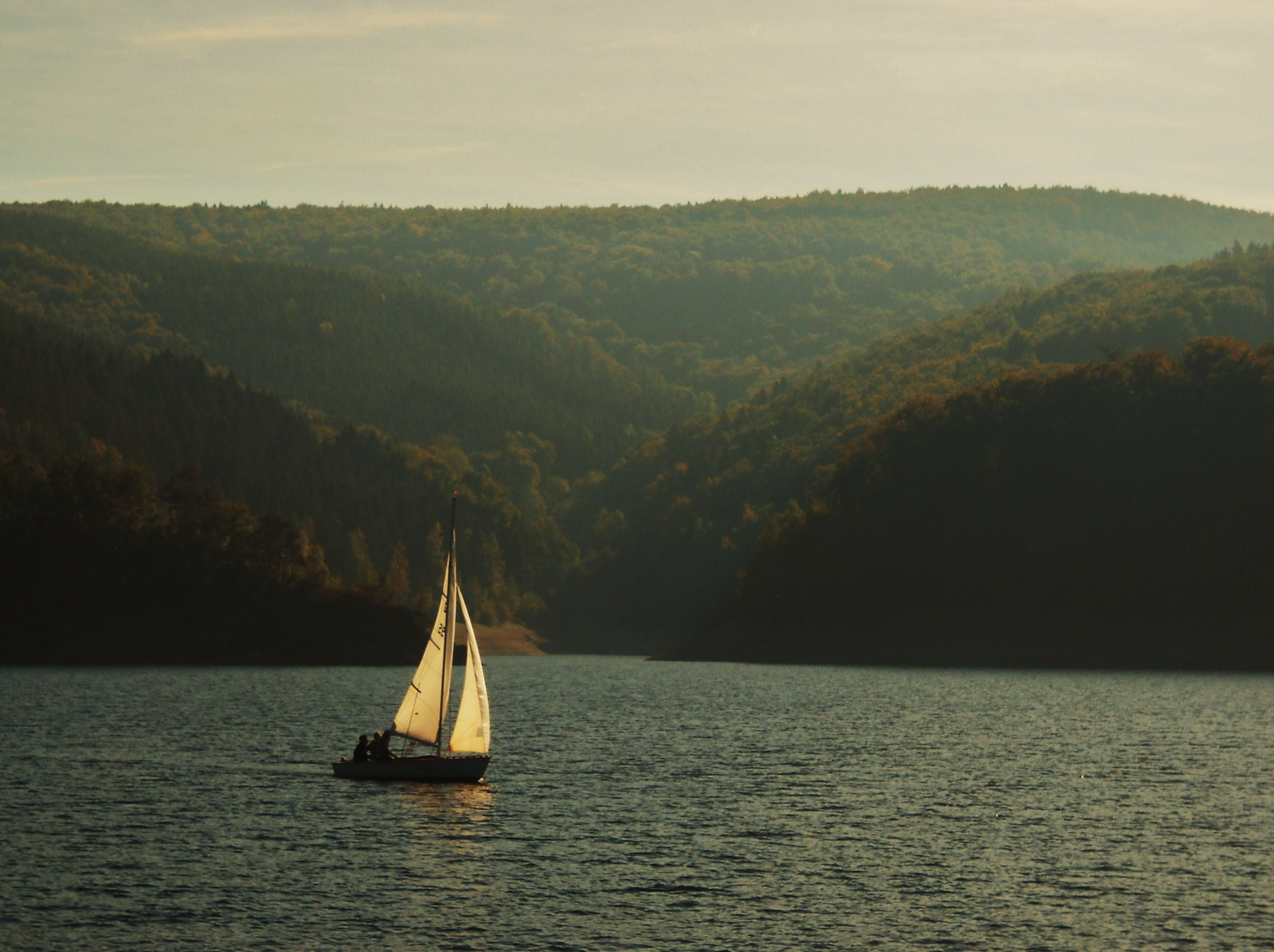
Segelboot auf dem Rurstausee

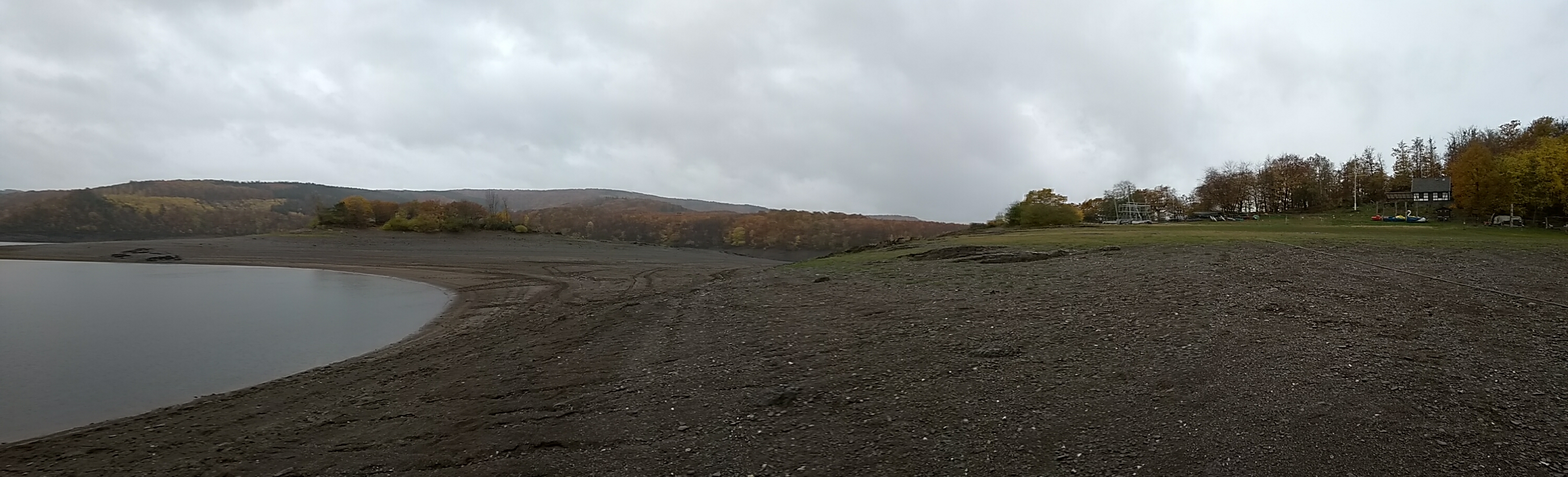
Blick in südliche Richtung vom Badestrand Eschauel bei extremem Niedrigwasser im November 2018.

Der Rurstausee befindet sich in der Städteregion Aachen und dem Kreis Düren am Kermeter zwischen dem Heimbacher Stadtteil Hasenfeld im Nordosten, dem Nideggener Stadtteil Schmidt und dem Simmerather Gemeindeteil Rurberg im Südwesten. Ortschaften, von denen Zugang zum Stausee möglich ist, sind Heimbach, Rurberg (Obersee), Schmidt-Eschauel, Schwammenauel und Woffelsbach (alphabetisch sortiert).
Der Rurstausee ist bei erreichtem Stauziel (Vollstau) etwa 10,6 Rurflusskilometer (bei etwa 5 km Luftlinie zwischen See-Ende und Staudamm) lang. Dann weist er etwa 7,83 km² Gesamtfläche und 203,2 Mio. m³ Stauraum auf. Die Stauwurzel des Gewässers ist – oberhalb vom Obersee – 24 km von der Rurtalsperre Schwammenauel entfernt.
An das Südwestende des Rurstausees grenzt direkt die Stauanlage Eiserbach, die den Rurstausee-Zufluss Eiserbach zum Vorbecken Eiserbach aufstaut, und an sein Südende unmittelbar der Paulushofdamm, der die Rur und Urft zum Vorbecken Obersee aufstaut.
Besonderheiten des Rurstausees sind die Insel Eichert, die Halbinsel am Tonsberg und die Halbinsel Eschauel (mit gleichnamigen Badestrand), die je nach Wasserstand auch zu Fuß zu erreichen sind. Die bewaldete Insel Eichert erhebt sich als Ausläufer der Halbinsel am Tonsberg mit ihrer höchsten Stelle (ca. 318 m ü. NHN) rund 36,5 m über das Stauziel (281,5 m) des Rurstausees. Etwa 500 m südwestlich dieser Insel befindet sich ein bei Vollstau wenige Meter hohes und entlang seiner Mittellinie gemessen rund 100 m langes Eiland, das ein Ausläufer der Eschauel-Halbinsel ist. Auf der Halbinsel am 333,3 m hohen Tonsberg befindet sich eine Burgwüstung (Kulturdenkmal). Durch die 1959 fertiggestellte Dammerhöhung wuchs der Speicherraum von einst etwa 101 Mio. m³ um 101,6 Mio. m³ auf aktuell 202,6 Mio. m³ an.

## Nutzung

### Wasserstandsregulierung
Der Rurstausee hat 202,6 Mio. m³ Speicherraum; inklusiv seiner Vorsperre Obersee. Rur-, Urft- und Oleftalsperre werden im Verbund betrieben und sichern mit ihren Stauseen die Verfügbarkeit von etwa 265 Millionen Kubikmeter Stauraum.
Die Wasserstandsregulierung dient dem Hochwasserschutz an der Rur als auch zur Regulierung einer Mindestwasserangabe in die Rur.
Dabei kann das in die Rur einzuleitende Wasser sowohl der Rurtalsperre als auch der Urfttalsperre entnommen werden. Die Wasserabgabe beträgt maximal in der Summe 60 m³/s.

### Stromerzeugung

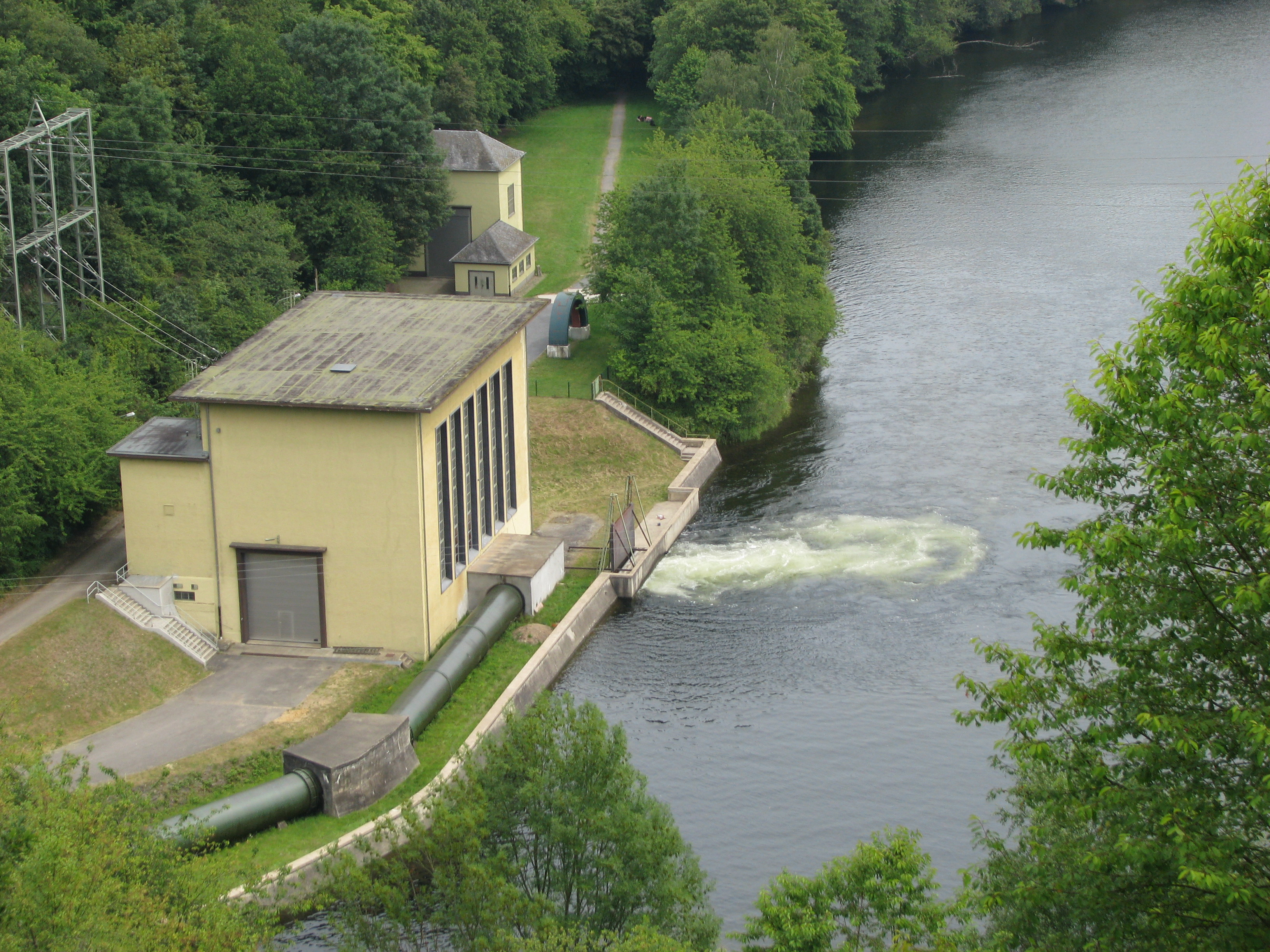
Wasserkraftwerk Schwammenauel

Hauptsächlich gebaut zur Wasserstandsregulierung der Rur wird die Rurtalsperre auch zur Stromerzeugung genutzt. Das Speicherkraftwerk hat in Schwammenauel eine Francis-Turbine mit einer installierten Leistung von 9,5 MW und wird, zusammen mit dem Kraftwerk Heimbach, überwiegend in den Vormittagsstunden der Wochentage zur Abdeckung der Spitzenlast in Betrieb genommen. Die Generatoren der nachgeschalteten Staustufen Heimbach und Obermaubach haben 0,75 MW und 0,6 MW installierte Leistung, das Kraftwerk Heimbach (betrieben mit Urftwasser, aber gelegen an der Rur bei Heimbach) 16 MW. Der Vollständigkeit halber seien noch die Generatoren der Oleftalsperre erwähnt, die zusammen 3 MW installierte Leistung haben. Sie werden betrieben von der RWE Innogy. Das Kraftwerk in Schwammenauel wurde 2012 modernisiert und renoviert.
Ab Sommer 2011 gab es Planungen, die Rurtalsperre mit einem weiteren Oberbecken und dem Pumpspeicherkraftwerk Rur bei Schmidt aufzustocken. Die Leistung dieses Kraftwerks hätte 640 MW betragen; es wäre eines der größten in Mitteleuropa geworden.
Die Pläne stießen auf zum Teil scharfe Kritik in der Region; eine Bürgerinitiative protestierte gegen das Projekt. Sie äußerte die Befürchtung, jahrelange Transporte von Baumaterial würden den Tourismus in der Eifel schwer schädigen.

### Trinkwasserentnahme
Aus dem Obersee wird sogenanntes Rohwasser zur Trinkwasseraufbereitung entnommen. Das Pumpwerk bei Rurberg pumpt das entnommene Wasser in die Kalltalsperre über den Heinrich-Geis-Stollen. Dort besteht eine weitere Stollenverbindung (Kallstollen) zur Dreilägerbachtalsperre. Unterhalb der Dreilägerbachtalsperre befindet sich die Wasseraufbereitungsanlage zur Trinkwasseraufbereitung und weiteren Verteilung ins Trinkwassernetz für den Kreis Aachen, Vaalser Raum und Teile Kreis Heinsberg. Aus diesem Grund bestehen auf dem Obersee strikte Beschränkungen in der Nutzung als Naherholungsfläche.

### Tourismus

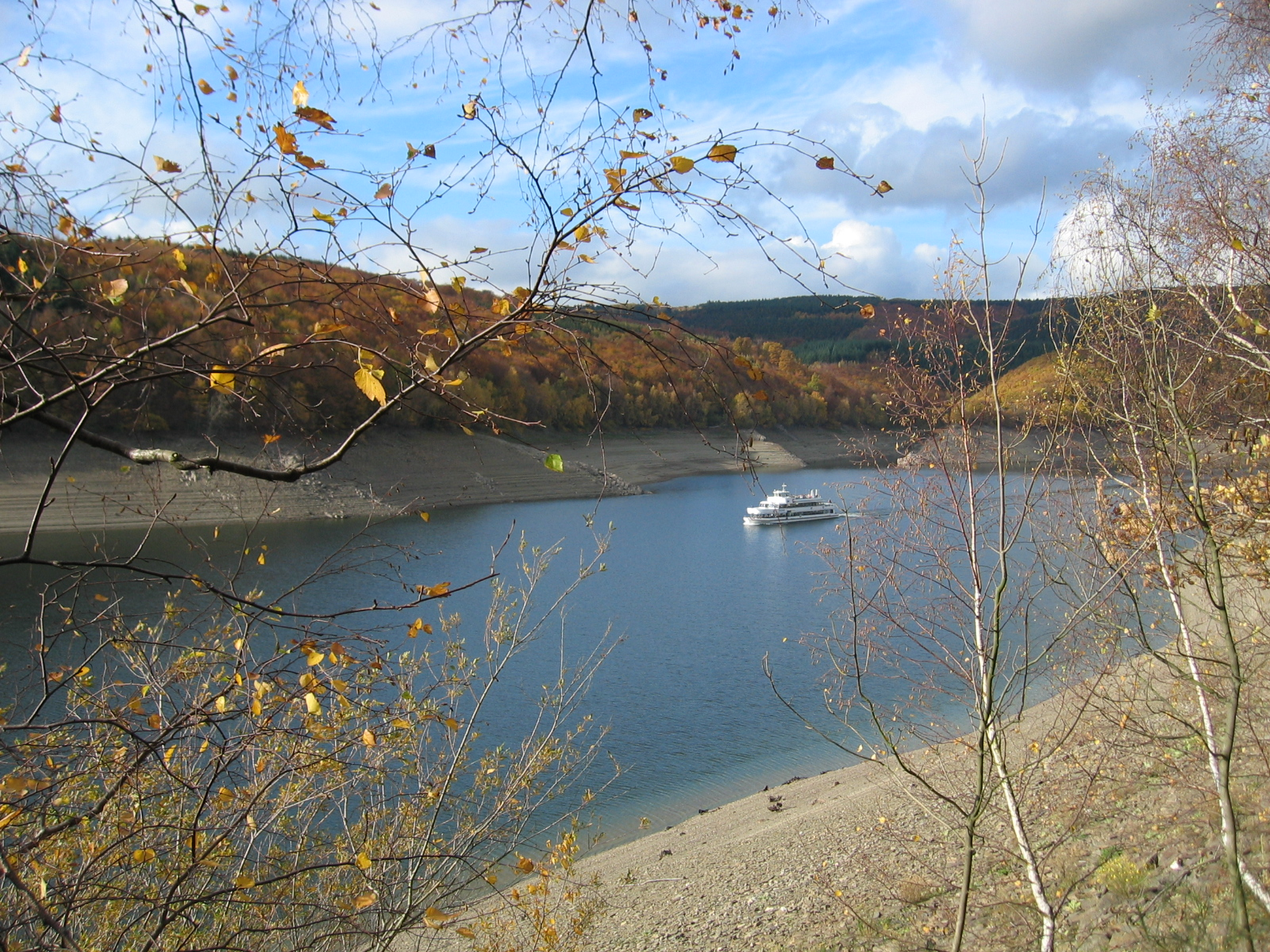
Rurstausee im Herbst: Im trockenen Frühjahr 2011 sank der Wasserspiegel stark ab, was der darauf folgende, eher feuchte Sommer nicht beheben konnte

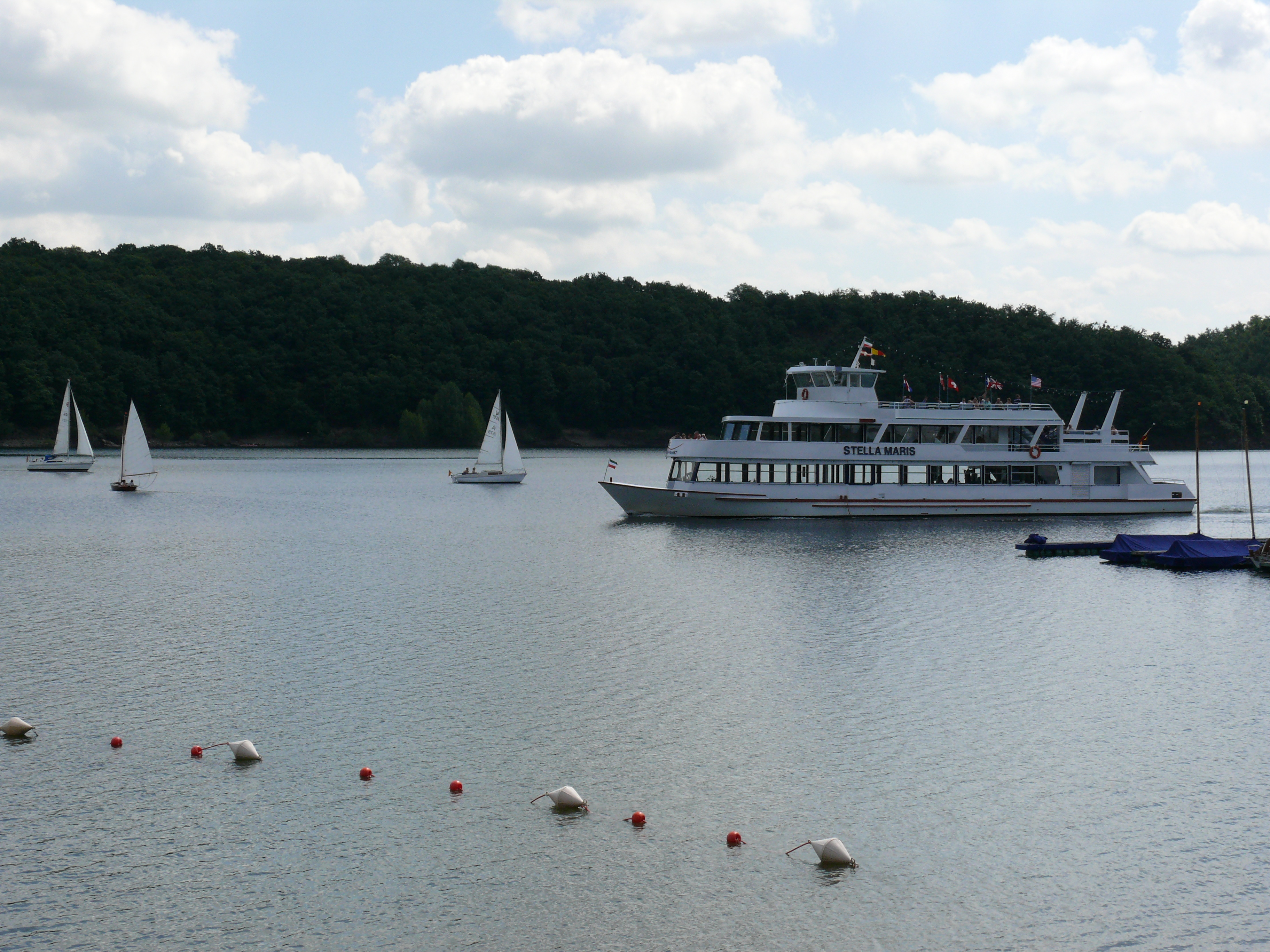
Passagierschiff Stella Maris auf dem Rurstausee

Der Rurstausee und die ihn umgebende Natur haben eine sehr wichtige Funktion für die Naherholung bzw. den Tourismus in dieser arbeitsplatzarmen und strukturschwachen Eifelregion. Der Betreiber der Talsperren, der Wasserverband Eifel-Rur, sowie die Bezirksregierung Köln, haben für die Nutzung der Gewässer Nutzungsbedingungen erlassen.
Auf den Stauseen der Rurtalsperre verkehren fahrplanmäßig die Schiffe der Rursee-Schifffahrt, auf dem Hauptsee die Ausflugsschiffe Stella Maris und Aachen, auf dem Obersee die St. Nikolaus und die Seensucht. Die den Schiffen dienenden Anlegeplätze dürfen von anderen Wasserfahrzeugen nicht genutzt werden, auch der Aufenthalt in einem Umkreis von 50 m um die Anlegeplätze ist untersagt.

### Wassersport
Vor allem Segler, Kanuten und Ruderer gehen auf dem Rurstausee ihren sportlichen Tätigkeiten sowohl individuell als auch in verschiedenen Vereinen organisiert nach. Die RWTH Aachen betreibt am nördlichen Ufer des Hauptsees eine eigene Sportanlage, die vor allem von der studentischen Ruderriege ausgiebig genutzt wird. Auf dem Hauptsee der Rurtalsperre Schwammenauel und dem Obersee im Bereich Einruhr sowie auf dem Staubecken Heimbach und Obermaubach ist das Befahren der Wasserflächen mit paddelbaren Kanus (einschließlich Kanadiern und Kajaks), Ruderbooten und Tretbooten zugelassen. Paddeln und Rudern, ausgenommen in zugelassenen Mietbooten ortsansässiger Verleiher, bedürfen allerdings bei Nutzung eigener Privatboote einer Befahrensgenehmigung des Gewässereigentümers.
Auf dem Hauptsee der Rurtalsperre Schwammenauel und auf dem Staubecken Obermaubach sind ferner Segeln und Windsurfen mit entsprechender Befahrensgenehmigung des Gewässereigentümers zugelassen. Segelboote, die die Messzahl 20 (Produkt aus Länge und Breite) überschreiten, sind jedoch nicht gestattet. Befahrensgenehmigungen für Nutzer eigener Privatboote sind in Form einer Plakette für die Dauer von einer Woche oder einer Saison (April bis November) im Nationalpark-Tor Rurberg am Seeufer erhältlich.

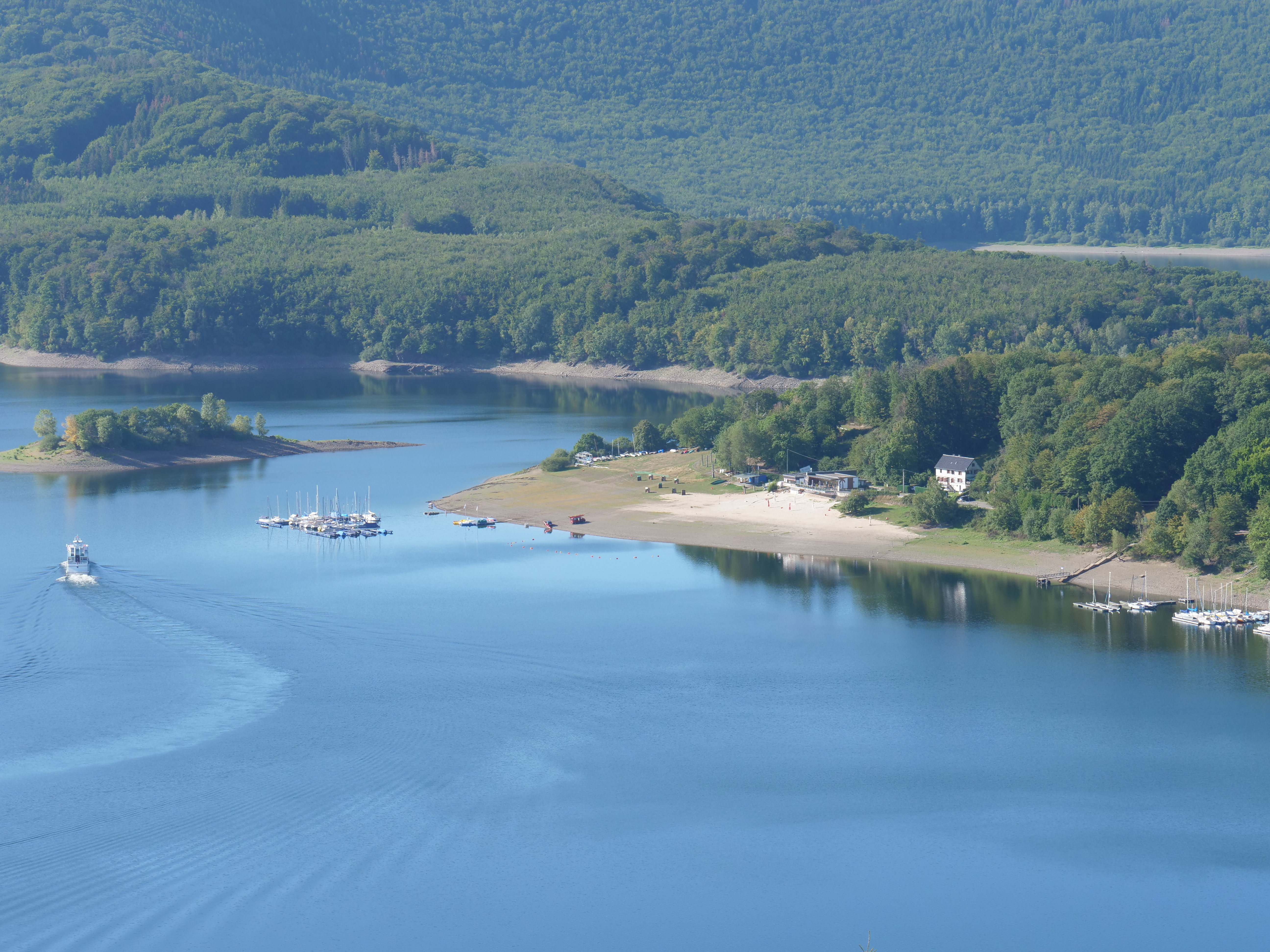
Badestrand Eschauel am Hauptsee

Der Rurstausee bietet drei Freibadebereiche mit entsprechender Ausstattung wie Toiletten und Umkleiden. Im Obersee das Naturerlebnisbad Einruhr, im Hauptsee der Badestrand Eschauel und im Vorbecken Eiserbachersee das Naturfreibad Eiserbach. Zudem ist das Schwimmen an der Badestelle in Woffelsbach zugestanden.

### Rettungsstation der DLRG
In Simmerath-Woffelsbach besteht seit 1960 eine Rettungsstation der DLRG. Von dort aus wird in den Sommerferien und an Wochenenden von April bis November ein Wasserrettungsdienst mit vier Rettungsbooten durchgeführt. Zusätzlich werden in der Hauptsaison von Woffelsbach aus die Rettungsschwimmer für die Außenstellen am Badestrand Eschauel, am Eiserbachsee und an der Badestelle in Woffelsbach gestellt.
Der Wasserrettungsdienst wird rein ehrenamtlich durchgeführt.

## Zuflüsse und Abfluss
Zu den Zuflüssen des Rurstausees gehören mit – wenn bekannt – Länge in Kilometern (km) (alphabetisch sortiert):
- Allersbach (2,9 km); vom Höhenzug Buhlert aus West-Nordwesten kommend, mündet in den Stausee-Mittelteil
- Büdenbach (1,1 km); vom Kermeter aus Süden kommend, mündet nahe dem Staudamm in den Stausee-Nordostteil
- Eiserbach, vom Eiserbachtal kommend, mündet in die Stauanlage Eiserbach bei Rurberg und durch die Stauanlage Eiserbach weiter in den Hauptsee
- Eschbach (1 km); vom Kermeter aus Süden kommend, mündet in den Stausee-Nordostteil
- Hohenbach (2,1 km); vom Kermeter aus Süden kommend, mündet in den Stausee-Nordostteil
- Lederbach (1,1 km); vom Höhenzug Buhlert beim Weiler Klaus aus Nordwesten kommend, mündet in den Stausee-Mittelteil
- Morsbach (1,2 km); von Schmidt-Eschauel aus Norden kommend, mündet in den Stausee-Mittelteil
- Rur (164,5 km), mündet als Haupt-Zufluss von Süden in das Südende des Stausees; bildet den einzigen natürlichen Abfluss
- Welchenbach (3,5 km); vom Monschauer Heckenland/von Richtung Simmerath im Westen kommend, mündet in den Stausee-Südteil
- Wolfsbach (2,2 km); vom Monschauer Heckenland/von Steckenborn aus Westen kommend, mündet in den Stausee-Südteil
- Schilsbach, durchfließt das Schilsbachtal von Hechelscheidt/ Klaus kommend und mündet bei Woffelsbach/ Schilsbachtal.
- Weidenbach, mündet bei Rurberg/ Weidenbachtal